# NGC 2751
NGC 2751 ist eine Spiralgalaxie mit aktivem Galaxienkern vom Hubble-Typ Sbc im Sternbild Krebs auf der Ekliptik. Sie ist schätzungsweise 186 Millionen Lichtjahre von der Milchstraße entfernt und hat einen Durchmesser von etwa 45.000 Lichtjahren.

Im selben Himmelsareal befinden sich u. a. die Galaxien NGC 2745, NGC 2747, NGC 2749, NGC 2752.
Das Objekt wurde am 28. März 1864 von Albert Marth entdeckt.